# Inácio Miguel
Inácio Miguel Ferreira dos Santos, meglio noto come Inácio Miguel (Torres Vedras, 12 dicembre 1995), è un calciatore portoghese naturalizzato angolano, difensore dei Kaizer Chiefs e della nazionale angolana.

## Carriera

### Club
Ha iniziato la carriera nelle serie minori portoghesi, arrivando fino alla seconda divisione con il Braga B; successivamente si è trasferito in Romania all'U Cluj, con cui ha giocato per un biennio nella seconda divisione locale. Dopo una nuova esperienza nella seconda divisione portoghese al Mafra si è invece trasferito in Lettonia, per giocare in prima divisione con il Liepāja. Nel 2023 è passato al Petro Atlético, club della prima divisione angolana.

### Nazionale
Il 13 ottobre 2020 ha esordito con la nazionale angolana giocando l'amichevole vinta 0-3 contro il Mozambico. Nel 2023 è stato convocato per la Coppa d'Africa.

## Statistiche

### Presenze e reti nei club
Statistiche aggiornate al 12 ottobre 2021.
| Stagione        | Squadra         | Campionato      | Campionato | Campionato | Coppe nazionali | Coppe nazionali | Coppe nazionali | Coppe continentali | Coppe continentali | Coppe continentali | Altre coppe | Altre coppe | Altre coppe | Totale | Totale |
| Stagione        | Squadra         | Comp            | Pres       | Reti       | Comp            | Pres            | Reti            | Comp               | Pres               | Reti               | Comp        | Pres        | Reti        | Pres   | Reti   |
| --------------- | --------------- | --------------- | ---------- | ---------- | --------------- | --------------- | --------------- | ------------------ | ------------------ | ------------------ | ----------- | ----------- | ----------- | ------ | ------ |
| 2014-2015       | Vila Real       | CdP             | 23         | 1          | CP              | 0               | 0               |                    | -                  | -                  |             | -           | -           | 23     | 1      |
| 2015-2016       | Felgueiras 1932 | CdP             | 29         | 0          | CP              | 0               | 0               |                    | -                  | -                  |             | -           | -           | 29     | 0      |
| 2016-2017       | Braga B         | SL              | 22         | 1          |                 | -               | -               |                    | -                  | -                  |             | -           | -           | 22     | 1      |
| 2017-2018       | Braga B         | SL              | 13         | 1          |                 | -               | -               |                    | -                  | -                  |             | -           | -           | 13     | 1      |
| 2018-2019       | Braga B         | SL              | 22         | 1          |                 | -               | -               |                    | -                  | -                  |             | -           | -           | 22     | 1      |
| Totale Braga B  | Totale Braga B  | Totale Braga B  | 57         | 3          |                 | -               | -               |                    | -                  | -                  |             | -           | -           | 57     | 3      |
| 2019-2020       | U Cluj          | L2              | 20         | 0          | CR              | 2               | 0               |                    | -                  | -                  |             | -           | -           | 22     | 0      |
| 2020-feb. 2021  | U Cluj          | L2              | 9          | 0          | CR              | 1               | 0               |                    | -                  | -                  |             | -           | -           | 10     | 0      |
| Totale U Cluj   | Totale U Cluj   | Totale U Cluj   | 29         | 0          |                 | 3               | 0               |                    | -                  | -                  |             | -           | -           | 32     | 0      |
| 2021-2022       | Mafra           | SL              | 6          | 0          | CP+CdL          | 0+2             | 0               |                    | -                  | -                  |             | -           | -           | 8      | 0      |
| Totale carriera | Totale carriera | Totale carriera | 144        | 4          |                 | 5               | 0               |                    | -                  | -                  |             | -           | -           | 149    | 4      |

### Cronologia presenze e reti in nazionale
| Cronologia completa delle presenze e delle reti in nazionale ― Angola | Cronologia completa delle presenze e delle reti in nazionale ― Angola | Cronologia completa delle presenze e delle reti in nazionale ― Angola | Cronologia completa delle presenze e delle reti in nazionale ― Angola | Cronologia completa delle presenze e delle reti in nazionale ― Angola | Cronologia completa delle presenze e delle reti in nazionale ― Angola | Cronologia completa delle presenze e delle reti in nazionale ― Angola | Cronologia completa delle presenze e delle reti in nazionale ― Angola |
| Data                                                                  | Città                                                                 | In casa                                                               | Risultato                                                             | Ospiti                                                                | Competizione                                                          | Reti                                                                  | Note                                                                  |
| --------------------------------------------------------------------- | --------------------------------------------------------------------- | --------------------------------------------------------------------- | --------------------------------------------------------------------- | --------------------------------------------------------------------- | --------------------------------------------------------------------- | --------------------------------------------------------------------- | --------------------------------------------------------------------- |
| 13-10-2020                                                            | Rio Maior                                                             | Mozambico                                                             | 0 – 3                                                                 | Angola                                                                | Amichevole                                                            | -                                                                     | 46’                                                                   |
| 1-9-2021                                                              | Il Cairo                                                              | Egitto                                                                | 1 – 0                                                                 | Angola                                                                | Qual. Mondiali 2022                                                   | -                                                                     | 89’                                                                   |
| 7-9-2021                                                              | Luanda                                                                | Angola                                                                | 0 – 1                                                                 | Libia                                                                 | Qual. Mondiali 2022                                                   | -                                                                     | 46’                                                                   |
| 8-10-2021                                                             | Luanda                                                                | Angola                                                                | 3 – 1                                                                 | Gabon                                                                 | Qual. Mondiali 2022                                                   | -                                                                     |                                                                       |
| 11-10-2021                                                            | Franceville                                                           | Gabon                                                                 | 2 – 0                                                                 | Angola                                                                | Qual. Mondiali 2022                                                   | -                                                                     | 86’                                                                   |
| 16-11-2023                                                            | Praia                                                                 | Capo Verde                                                            | 0 – 0                                                                 | Angola                                                                | Qual. Mondiali 2026                                                   | -                                                                     | 88’                                                                   |
| Totale                                                                |                                                                       | Presenze                                                              | 6                                                                     |                                                                       | Reti                                                                  | 0                                                                     |                                                                       |

## Palmarès

### Club

#### Competizioni nazionali
- Coppa del Sudafrica: 1

Kaizer Chiefs: 2024-2025